# フォエバー・フレンズ
『フォエバー・フレンズ』(英: Beaches）は、ゲイリー・マーシャル監督による1988年のアメリカ映画。アメリカの小説家、脚本家アイリス・レイナー・ダートの同名小説をもとにしている。後にソフト化されて以降の邦題は『フォーエバーフレンズ』。
主演のベット・ミドラーが歌った「愛は翼にのって」(英: "Wind Beneath My Wings")は1989年にシングルとして発売され、全米ヒットチャート第1位に輝いた。1990年にはグラミー賞などを獲得した。

## あらすじ
57年のアトランティック・シティの海岸で出会った11歳の2人の少女の、その後30年に及ぶ愛と友情、そして別れを描く。

## キャスト
| 役名                               | 俳優                   | 日本語吹替   | 日本語吹替 |
| 役名                               | 俳優                   | テレビ東京版 | Disney+版  |
| ---------------------------------- | ---------------------- | ------------ | ---------- |
| C・C・ブルーム                     | ベット・ミドラー       | 小宮和枝     | 弥永和子   |
| ヒラリー・ウィットニー・エセックス | バーバラ・ハーシー     | 高島雅羅     | 土井美加   |
| ジョン・ピアース                   | ジョン・ハード         | 大塚芳忠     | 安原義人   |
| リチャード・ミルスタイン           | スポルディング・グレイ | 小島敏彦     | 小島敏彦   |
| レオナ・ブルーム                   | レイニー・カザン       | 火野カチコ   | 沢田敏子   |
| マイケル・エセックス               | ジェームズ・リード     | 佐久田修     | 土師孝也   |
| ヴィクトリア・エセックス           | グレース・ジョンストン | 川田妙子     | 高田由美   |
| C・Cの子供時代                     | メイム・ビアリク       | 高乃麗       |            |
| ヒラリーの子供時代                 | マーシー・リーズ       | 岡村明美     |            |
| ベスタ                             | キャロル・ウィリアード |              |            |
| メルマン                           | アーラン・ケント       |              | 島香裕     |
| サミー・ピンカーズ                 | フィル・リーズ         | 沢りつお     |            |
| ドライバー                         | マイケル・A・サルシド  |              | 秋元羊介   |
| 審査員                             | ヘクター・エリゾンド   |              | 小島敏彦   |
| ディレクター                       | ゲイリー・マーシャル   |              |            |
| ピアニスト                         | マーク・シャイマン     |              |            |

- テレビ東京版：初回放送1994年8月11日『木曜洋画劇場』（21:02-22:54）

その他出演：塚田正昭、宝亀克寿、相沢恵子、松岡ミユキ、叶木翔子、田原アルノ、小形満、長島雄一、大川透、鈴木佳子
演出：木村絵理子、翻訳：杉田朋子、調整：高久孝雄、効果：リレーション、担当：大谷俊賢（東北新社）、配給：東北新社、プロデューサー：柳川雅彦／脇田勝（テレビ東京）、制作：テレビ東京／東北新社、制作協力：武市プロダクション
- Disney+版：Disney+で配信